# Camel News Caravan
Camel News Caravan o Camel Caravan of News è stato un programma televisivo statunitense di 15 minuti trasmesso da NBC News dal 16 febbraio 1949 al 26 ottobre 1956. 
Sponsorizzato dal marchio di sigarette Camel e condotto da John Cameron Swayze, è stato il primo programma di notizie della NBC a usare i filmati della NBC piuttosto che i cinegiornali. Il 16 febbraio 1954, il Camel News Caravan divenne il primo programma di notizie trasmesso a colori. Nel 1955, la R.J. Reynolds Tobacco Company, produttore delle sigarette Camel, ridusse la sponsorizzazione a tre giorni alla settimana. La divisione Plymouth della Chrysler sponsorizzò gli altri giorni, e in quei giorni, il programma fu etichettato come Plymouth News Caravan. Il programma presentava un giovane corrispondente da Washington di nome David Brinkley, e gareggiava contro Douglas Edwards with the News sulla rivale CBS. Con maggiori risorse, la News Caravan attirò un pubblico più vasto rispetto alla concorrenza della CBS fino al 1955.
Lanciato il 16 febbraio 1948 dalla NBC come NBC Television Newsreel, e successivamente Camel Newsreel Theatre, iniziò come un programma di 10 minuti che presentava i cinegiornali della Fox Movietone News. La voce fuori campo era quella di John Cameron Swayze. Il Camel News Caravan era una versione ampliata del Camel Newsreel Theatre e presentava Swayze davanti alla telecamera.
Il Camel News Caravan fu sostituito dall'Huntley-Brinkley Report il 29 ottobre 1956. Il presidente degli Stati Uniti Dwight D. Eisenhower fece passare la notizia al corrispondente della Casa Bianca della NBC che il presidente era scontento del cambiamento.
Tra la fine del 1961 e l'inizio del 1962, Swayze fu uno dei tre conduttori del programma di notizie serali di ABC News, ma divenne noto soprattutto per le sue apparizioni in spot pubblicitari per gli orologi Timex.